# Collinsia plumosa
Collinsia plumosa är en spindelart som först beskrevs av James Henry Emerton 1882.  Collinsia plumosa ingår i släktet collinsior, och familjen täckvävarspindlar. Inga underarter finns listade i Catalogue of Life.